# Basename
basename ist ein Unix-Programm und ein Teil des POSIX-Standards. Es gibt aus einem Pfadnamen den Dateinamen ohne führende Verzeichnisnamen aus. Wird ein Suffix angegeben, das mit der Dateiendung übereinstimmt, wird auch das Suffix entfernt.

## Anwendungsbeispiele
```
$
 
basename
 
/home/alice/bild.jpg

  
bild.jpg
$
 
basename
 
/home/alice/bild.jpg
 
.jpg

  
bild

```

Mag die Funktion des alleinstehenden Programms auf den ersten Blick zunächst trivial erscheinen, so ist es dennoch von großem Nutzen zur Erledigung von Teilaufgaben im Rahmen der Skriptprogrammierung.

## Bibliotheksfunktion
POSIX enthält basename auch als Funktion in der Programmiersprache C. In der Header-Datei libgen.h ist diese wie folgt deklariert:
```
#include
 
<libgen.h>

char
 
*
basename
(
char
 
*
path
);

```

Rückgabewert ist der Teil von path nach dem letzten Pfadtrennzeichen /. In der POSIX-Variante ist dies entweder ein Pointer auf das dem letzten Trenner / folgende Zeichen oder ein Punkt ., falls path leer oder NULL ist. Die glibc-Variante gibt eine leere Zeichenkette zurück, falls path mit einem / endet oder nur daraus besteht. In beiden Implementierungen kann ein Pointer auf einen Teil von path oder einen statisch belegten Speicherbereich zurückgegeben werden, weshalb empfohlen wird, die Funktion mit einer Kopie des Pfades aufzurufen.